# تشارلز جيه. جنكينز
تشارلز جيه. جنكينز (بالإنجليزية: Charles J. Jenkins)‏ (و. 1805 – 1883 م) هو محامي، وسياسي، وقاضي أمريكي، ولد في بيافورت، كان عضوًا في الحزب الديمقراطي، توفي في أوغستا، جورجيا، عن عمر يناهز 78 عاماً.

## مناصب
تولى منصب حاكم جورجيا ‏
.

## التعليم
تعلم في جامعة يونيون، وتعلم في كلية الاتحاد
.